# العلاقات الصربية الليختنشتانية
العلاقات الصربية الليختنشتانية هي العلاقات الثنائية التي تجمع بين صربيا وليختنشتاين.

## مقارنة بين البلدين
هذه مقارنة عامة ومرجعية للدولتين:
| وجه المقارنة                                              | صربيا                                                      | ليختنشتاين                                 |
| --------------------------------------------------------- | ---------------------------------------------------------- | ------------------------------------------ |
| المساحة (كم2)                                             | 88.36 ألف                                                  | 16                                         |
| عدد السكان (نسمة)                                         | 7.02 مليون                                                 | 37.47 ألف                                  |
| الكثافة السكانية (ن./كم²)                                 | 79.45                                                      | 234.19 ألف                                 |
| العاصمة                                                   | بلغراد                                                     | فادوتس                                     |
| اللغة الرسمية                                             | اللغة الصربية                                              | اللغة الألمانية                            |
| العملة                                                    | دينار صربي                                                 | فرنك سويسري                                |
| الناتج المحلي الإجمالي (بليون دولار)                      | 41.43 مليار                                                | 6.29 مليار                                 |
| الناتج المحلي الإجمالي (تعادل القوة الشرائية) بليون دولار | 100.13 مليار                                               |                                            |
| الناتج المحلي الإجمالي الاسمي للفرد دولار أمريكي          | 5.24 ألف                                                   |                                            |
| الناتج المحلي الإجمالي للفرد دولار أمريكي                 | 13.59 ألف                                                  |                                            |
| مؤشر التنمية البشرية                                      | 0.771                                                      | 0.908                                      |
| رمز المكالمات الدولي                                      | +381                                                       | +423                                       |
| رمز الإنترنت                                              | .rs، .срб ‏                                                 | .li                                        |
| المنطقة الزمنية                                           | توقيت وسط أوروبا، ت ع م+01:00، ت ع م+02:00، أوروبا/بلغراد ‏ | توقيت وسط أوروبا، ت ع م+01:00، ت ع م+02:00 |

## منظمات دولية مشتركة
يشترك البلدان في عضوية مجموعة من المنظمات الدولية، منها:
| علم المنظمة | اسم المنظمة                    | تاريخ انضمام صربيا | تاريخ انضمام ليختنشتاين |
| ----------- | ------------------------------ | ------------------ | ----------------------- |
|             | الاتحاد البريدي العالمي        | ?                  | ?                       |
|             | الاتحاد الدولي للاتصالات       | 1 يونيو 2001       | 25 يوليو 1963           |
|             | مجلس أوروبا                    | 3 أبريل 2003       | ?                       |
|             | منظمة حظر الأسلحة الكيميائية   | ?                  | ?                       |
|             | الأمم المتحدة                  | 1 نوفمبر 2000      | 18 سبتمبر 1990          |
|             | منظمة الأمن والتعاون في أوروبا | 3 يونيو 2006       | 25 يونيو 1973           |
|             | منظمة الشرطة الجنائية الدولية  | ?                  | ?                       |

## وصلات خارجية
- موقع وزارة الخارجية الصربية